# داريو نهاريس
داريو نهاريس (بالإنجليزية: Daario Naharis)‏ هو شخصية خيالية في سلسلة روايات الخيال الفنتازيا الملحميّة أغنية الجليد والنار للمؤلف الأمريكي جورج آر. آر مارتن، وفي المسلسل التلفزيوني صراع العروش.
ظهر داريو في رواية عاصفة السيوف (2000)، وهو زعيم مجموعة مرتزقة من قارة إيسوس تسمى غربان العاصفة. ثم ظهر لاحقًا في رواية مارتن رقصة مع التنانين (2011).
تم تجسيد شخصية داريو من قبل الممثل الإنجليزي إد سكراين ثم من قبل الممثل الهولندي مكيل هاوسمان في النسخة التلفزيونية لإتش بي أو.